# Oreopanax andreanus
Oreopanax andreanus es una especie de fanerógama en la familia de las Araliaceae. 

## Descripción
Es un arbusto o árbol endémico de Ecuador, donde es un arbusto característico de los altos Andes centrales. Conocido a partir de 30 subpoblaciones distribuidas en el sureste andino, donde las pendientes son comunes en algunos lugares. Pocas subpoblaciones se han observado en las laderas occidentales, especialmente al oeste de la provincia de Azuay. Se sabe que se producen en el Parque nacional Podocarpus y Parque nacional Cajas. La destrucción del hábitat es la única amenaza conocida para la especie.

## Distribución y hábitat
Es endémica de Ecuador. Su hábitat son la montañas húmedas subtropicales  o tropicales  en matorrales a grandes alturas. Está tratada en peligro de extinción por pérdida de hábitat.

## Taxonomía
Oreopanax andreanus fue descrita por Élie Marchal y publicado en Bulletin de la Société Botanique de Belgique 19: 90. 1880.
Etimología
Oreopanax: nombre genérico que deriva de las palabras griegas: oreos = "montaña" y panax = "Panax".
andreanus: epíteto
Sinonimia
- Oreopanax iotrichus Harms, Notizbl. Bot. Gart. Berlin-Dahlem 12: 694 (1935).[4]